# Het Alternatief
Het Alternatief (H-ALT) was een Belgische lokale politieke partij te Borsbeek.

## Geschiedenis
De partij werd opgericht door Geertruida Dieltjens als N-VA-scheurlijst. Dieltjens had deze partij verlaten wegens 'uiterst vrouwonvriendelijk. Ook Vlaams Belanger Bavo Vercammen vervoegde de rangen. Lijsttrekker bij de gemeenteraadsverkiezingen van 2012 was Dieltjens. H-ALT overtuigde die stembusgang 4,51% van de kiezers, onvoldoende voor een zetel in de Borsbeekse gemeenteraad.